# 馮飛 (政治家)
馮 飛（ふう ひ、1962年12月 - ）は、中華人民共和国の官僚・政治家。江西省九江専区都昌県出身。

## 経歴
1962年12月、江西省九江専区都昌県で生まれる。天津大学自動化系を経て、清華大学機電工程系の博士研究員を修了する。
1993年9月に国務院発展研究中心技術経済研究部に入局。1994年副研究員を経て、1995年研究室副主任、1997年研究室主任を歴任し、1998年11月国務院発展研究主席産業経済研究部に転任。
2014年1月、中華人民共和国工業情報化部産業政策司司長に就任。2015年10月、副部長に昇格。
2016年8月、浙江省人民政府副省長に転出。2017年4月、省党委員会常務委員兼常務副省長に就任。
2020年12月、党務に転じて海南省に赴任し、海南省党委員会副書記に就任した。海南省第6期人民代表大会常務委員会第24回会議で2日、馮飛が省長代行に選出された。2023年3月、海南省党委員会書記に就任。